# Uitgeverij Elsevier Weekblad
Uitgeverij Elsevier Weekblad, sinds zomer 2018 Uitgeverij EW, is een Nederlandse uitgeverij die in 2006 is opgericht om boeken uit te geven die voortkomen uit de redactie van Elsevier Weekblad. Al snel ging de uitgeverij, die bij de oprichting nog Elsevier Boeken heette, ook boeken publiceren van auteurs die niet gelieerd zijn aan het weekblad. Het fonds bestaat op een enkele uitzondering na louter uit non-fictie. De uitgeverij geeft ook bundels uit met de artikelen die auteurs als Godfried Bomans, Willem Frederik Hermans, Cees Nooteboom en Gerard Reve in Elsevier Weekblad hebben gepubliceerd.Een van de kenmerken van het fonds is dat alle uitgaven een register hebben.
De hoofdredacteur en uitgever is Arendo Joustra. Uitgeverij EW is niet de uitgever van EW, dat is Roularta Media Nederland. De uitgeverij wordt vertegenwoordigd door New Book Collective.

## Geschiedenis en naam
De uitgeverij is genoemd naar Elsevier Weekblad, dat sinds december 2020 EW wordt genoemd. Elsevier Weekblad was op zijn beurt afgeleid van Uitgevers-Maatschappij “Elsevier” (later kortweg Elsevier geheten), tegenwoordig onderdeel van het beursgenoteerde RELX. Deze uitgeverij werd in 1880 opgericht door Jacobus George Robbers, de vader van Herman Robbers. Vader Robbers begon in 1891 Elsevier's Geïllustreerd Maandschrift (1891-1940) om zijn uitgeverij een grotere bekendheid te geven. Het weekblad was in 1945 een voortzetting van dit maandblad.
Voorafgaande aan de oprichting van Uitgeverij Elsevier Weekblad had het weekblad in 2005 al een gebonden editie uitgegeven van de speciale editie “Erfgoed, de Nederlandse geschiedenis in 100 documenten” (ISSN 1875-080X), waarna besloten werd een eigen uitgeverij te beginnen onder de naam Elsevier Boeken, later Uitgeverij Elsevier Weekblad en sinds de zomer van 2018 Uitgeverij EW..

### Voorganger
Ook in de jaren vijftig gaf het weekblad boeken uit, die, op goedkoop papier, simpel uitgevoerd en soms met geplastificeerde kaft, (in het najaar) gratis als cadeautje naar de abonnees van het weekblad werden gestuurd en niet in de boekhandel verkrijgbaar waren, gezien de in het boek afgedrukte mededeling 'niet in de handel'. Als imprint werd Elsevier Weekblad gebruikt en niet die van moedermaatschappij Uitgevers-Maatschappij "Elsevier". Deze imprint werd ook incidenteel gebruikt voor gebundelde overdrukken van artikelen uit het weekblad.

#### Cadeauboekjes
- [Herfst] 1950: Herman Robbers, De verloren zoon, gevolgd door Een Kalverliefde. 'Buiten de gewone oplaag werden 50 exemplaren gedrukt op geschept papier en genummerd van I-L.' Stofomslag van H.P. Doebele, 125 p.
- [Herfst] 1951: Louis Couperus, Legenden van de Blauwe Kust, met een 'ten geleide' door G.H. 's-Gravesande. 'Buiten de gewone oplaag zijn 100 exemplaren gedrukt op Featherweight papier, genummerd van 1 tot en met 100.' S.L. Hartz ontwierp het stofomslag, 157 p. KB: 'Reeks opstellen die het leven in Nice beschrijven en de ontmoetingen die Couperus heeft tijdens wandelingen en diners.'
- Herfst 1952: J. Slauerhoff, Schuim en Asch, vijf verhalen, ingeleid door J.W.F. Werumeus Buning. 'Buiten de gewone oplaag zijn honderd exemplaren afgedrukt op Houtvrij Tekstpapier, die genummerd zijn van 1 tot en met 100.' Omslagtekening van Eppo Doeve, 131 p. De eerste druk is in 1930 verschenen bij Van Dishoeck in Bussum.
- Herfst 1953: Jacobus van Looy, De Weesjongen. Fragmenten uit Jaapje Jaap en Jakob, uitgezocht en in geleid door Godfried Bomans. 'Buiten de gewone oplaag zijn honderd exemplaren afgedrukt op Houtvrij Tekstpapier, die genummerd zijn van 1 tot en met 100', 129 p.
- Herfst 1954: Top Naeff, Voorbijgangers. Vier verhalen, ingeleid door J.W.F. Werumeus Buning, 127 p.
- Herfst 1955: Tien jaar Elseviers Weekblad. Willekeurige bloemlezing van artikelen, reportages, essays, poëzie en tekeningen verzameld uit de tien jaargangen die verschenen zijn van october 1945 tot october 1955. 'Naast de gewone oplaag werd een aantal exemplaren gedrukt op houtvrij illustratiepapier, bestemd voor vrienden en relaties.' 183 p.
- Herfst 1956: F. Bordewijk, Tien verhalen. Ingeleid door Michel van der Plas. Typografie en omslag: Johan H. van Eikeren, 125 p.
- Herfst 1957: Ina Boudier-Bakker, Een vriendschap. Ingeleid door Hans Edinga, 109 p.
- Herfst 1958: M. Scharten-Antink, een door Piet Bakker bewerkte en bekorte uitgave van Sprotje, waarvan de eerste oorspronkelijke druk verscheen in 1905. Omslag van Johan H. van Eikeren, 131 p.

#### Ad-hocuitgaven
- 1953: Verloren land herwonnen. Bijdragen uit Elseviers Weekblad over de Watersnood van 1 februari 1953, Elseviers Weekblad, [februari] 1954, 122 p.
- 1957: H.A. Lunshof: Moskou nu. Tekeningen Eppo Doeve, Elseviers Weekblad, 1957, 83 p. 'Oorspronkelijk verschenen in Elseviers Weekblad.'
- [1958]: Martie Verdenius, Tussen jagen en vliegen. Tekeningen, Friso Henstra, 142 p.
- [1958]: Piet Bakker, Deining in Zwinderen, zijnde een oprechte geschiedenis uit de hevigst bestaande stad van Nederland. Met illustraties van Eppo Doeve, 130 p. Bekend van de frase: 'gnuiven van de binnenhinnik'.
- 1959: H.J. Looman, Prinses Beatrix 21 jaar. Elseviers Weekblad, 12 p., 66 ongenummerde pagina's platen.
- 1979: Pierre Huyskens en Jan Willem Hofstra, La Deutekom. Een documentaire over Stientje Engel die La Primadonna Cristina werd, Elseviers Magazine Select Books, 96 pagina's, ISBN 9789060610787

## Beeldmerk
Het beeld- of drukkersmerk van Uitgeverij EW was, toen ze nog de naam Elsevier Boeken voerde, een gestileerde versie van het eeuwenoude merk van het geslacht Elsevier dat stamt uit de zestiende eeuw: een wijze man die bij de boom der kennis staat (een olm waar een wijnrank tegenop groeit). Het bijbehorende motto is non solus, Latijn voor “niet alleen”. Het drukkersmerk stond op de titelpagina tussen “Elsevier” en “Boeken”. Op de rug van het boek stond het drukkersmerk met daaronder in kapitaal ELSEVIER. Bij twee uitgaven staat onder het beeldmerk bij vergissing NON SOLUS. Het gaat om de boeken De duiding aller dingen. Gerard Reve in Elsevier. Elsevier over Gerard Reve en Gewone Levens. Necrologieën van onbekende Nederlanders van Gerlof Leistra.
Bij verandering van de naam in Uitgeverij EW in de zomer van 2018 werd het logo veranderd in EW.

## Fonds
Het weekblad benut de eigen uitgeverij voor de tekstuitgaven van de drie lezingenreeksen die het (mede) organiseert, de H.J. Schoo-lezing, de Huizingalezing en de EW Economie-lezing. Andere onderwerpen die sterk in het fonds zijn vertegenwoordigd zijn de Amerikaanse politiek, de Nederlandse monarchie, de Europese Unie en de Nederlandse politiek. Verder publiceert de uitgeverij hedendaagse vertalingen van bekende politieke teksten uit binnen- en buitenland, veelal in tweetalige of in modern Nederlands hertaalde edities. Ook bundelde de uitgeverij de vele vraaggesprekken die Hugo Camps gedurende een kwart eeuw bijna wekelijks in het weekblad publiceerde.

## Vertalingen
De uitgeverij liet ook boeken uit het Frans en Engels vertalen.

### Uit het Frans
- Ernest Renan, Wat is een natie? Vertaald, ingeleid en geduid door Coos Huijsen en Geerten Waling. Met een voorwoord van Bas Heijne (februari 2013). Oorspronkelijke titel: Qu'est-ce qu'une nation? (1882). ISBN 97-8903-52-5107-6.
- André Malraux, Gevelde eiken. Gesprekken met Charles de Gaulle. Met een voorwoord van Herman Van Rompuy en een inleiding van Henk Wesseling (augustus 2014). Oorspronkelijke titel: Les chênes quón abat ... (1971), vertaald door Hans van Cuijlenborg. ISBN 97-8903-52-5145-8.

### Uit het Engels
- Shelby Steele, Barack Obama. Waarom iedereen van hem wil houden en wat zijn opkomst betekent (juni 2008). Oorspronkelijke titel: A Bound Man. Why We Are Excited About Obama and Why He Can't Win (2008), vertaald en ingeleid door Diederik van Hoogstraten. ISBN 97-8906-8829-44-0.
- De Amerikaanse grondwet en onafhankelijkheidsverklaring (juni 2016). Tweetalige editie, ingeleid door Arendo Joustra. ISBN 97-8903-52-5331-5.

### Oorspronkelijk in het Engels
- Jan Breman, Flyers are Liars. Aerotic stories ( 2009). ISBN 9789068825244
- Instructions for American Servicemen in Dutch Indonesia during World War II (1944/2009). ISBN 9789068827484
- Pocket guide for American servicemen to the cities of the Netherlands during World War II and A note on Dutch behavior by Ruth Fulton Benedict (2010). ISBN 9789068829884
- The Act of Abjuration. The Dutch Declaration of Independence (1581) (november 2014). Oorspronkelijke titel Plakkaat van Verlatinghe. ISBN 9789035252066.

## Reeksen
Uitgeverij EW kent verschillende reeksen:
- Elseviers Amerikaanse Bibliotheek
- Elseviers Culinaire Bibliotheek
- Elseviers Economische Bibliotheek
- Elseviers Europese Bibliotheek
- Elseviers Historische Bibliotheek
- Elseviers Indische Bibliotheek
- Elseviers Journalistieke Bibliotheek
- Elseviers Koninklijke Bibliotheek
- Elzeviers Literaire Bibliotheek
- Elseviers Politieke Bibliotheek
- Elseviers Sportbibliotheek
- Elseviers Taalbibliotheek
- Literaire Bibliotheek
- HJ Schoo-lezing
- Huizingalezing
- EW Economie-lezing